# لي وون-جون
لي وون-جون (هانغل: 이원준) هو لاعب كرة قدم كوري جنوبي في مركز الوسط، ولد في 2 أبريل 1972 في كوريا الجنوبية. لعب مع نادي سول.

## وصلات خارجية
- لي وون-جون على موقع دوري كوريا الجنوبية (الإنجليزية)